# Robert Parrish
 Robert Parrish   (n. 4 ianuarie 1916, Georgia, SUA – d. 4 decembrie 1995, Southampton⁠(d), New York, SUA) a fost un actor-copil, regizor de film, scenarist și monteur american. 
A primit Premiul Oscar pentru cel mai bun montaj în 1947 pentru munca sa la filmul Body and Soul.

## Biografie și carieră
Parrish a debutat ca actor în scurtmetrajul celor de la Our Gang Olympic Games (1927). A apărut apoi în filme clasice ca Sunrise (1927); Yale vs. Harvard (1928), alt scurtmetraj Our Gang; Mother Machree (1928) și Four Sons (1928) al lui John Ford; Speedy (1929) cu Harold Lloyd; Riley the Cop (1929) pentru John Ford; The Iron Mask (1929) cu Douglas Fairbanks; The Divine Lady (1929); The Racketeer (1929); Anna Christie (1930) cu Greta Garbo; în filmul anti-război All Quiet on the Western Front (1930); The Big Trail (1930) cu John Wayne; Up the River (1930) pentru John Ford; The Right to Love (1930) cu Ruth Chatterton; în filmul lui Charles Chaplin, City Lights (1931); în Scandal Sheet (1931); I Take This Woman (1931); Forbidden (1932) al lui Frank Capra; The Miracle Man (1932) și Scandal for Sale (1932).
Parrish a mai apărut în This Day and Age (1932) al lui Cecil B. de Mille; Doctor Bull (1933), Judge Priest (1934), The Whole Town's Talking (1935) și The Informer (1935) pentru Ford; The Crusades (1935) pentru de Mille; Steamboat Round the Bend (1935) și The Prisoner of Shark Island (1936) pentru Ford; Shipmates Forever (1936); One in a Million (1936) și Thin Ice (1937) cu Sonia Henie; History Is Made at Night (1937) al lui Frank Borzage; It Could Happen to You! (1937); Thrill of a Lifetime (1938); Having Wonderful Time (1938); Mr. Doodle Kicks Off (1938) și  Dramatic School (1938).

## Filmografie

### Ca regizor
- The Mob (1951)
- Cry Danger (1951)
- Remember That Face (1951)
- Assignment – Paris! (1952)
- My Pal Gus (1952)
- Rough Shoot (1953)
- The Purple Plain (1954)
- Lucy Gallant (1955)
- Fire Down Below (1957)
- Saddle the Wind (1958)
- The Wonderful Country (1959)
- In the French Style (1963)
- Up from the Beach (1965)
- Casino Royale (1967)
- The Bobo (1967)
- Duffy (1968)
- Doppelgänger (1969)
- A Town Called Bastard (1971)
- The Marseille Contract (1974)

### Ca monteur
- The Battle of Midway (1942)
- How to Operate Behind Enemy Lines (1943)
- German Industrial Manpower (1943)
- December 7th (film) (1943)
- That Justice Be Done (1945)
- The Nazi Plan (1945)
- A Double Life (1947)
- Body and Soul (1947; cu Francis D. Lyon)
- No Minor Vices (1948)
- All the King's Men (1949; cu  Al Clark)
- Caught (1949)
- No Sad Songs for Me (1950; cu W. Lyon)
- Of Men and Music (1951)